# Así es la vida (película de 2000)
Así es la vida es una película mexicana dramática dirigida por Arturo Ripstein, que se estrenó en 2000. La cinta está filmada en formato digital, y se realizó basada en la tragedia griega Medea, con una adaptación de Paz Alicia Garciadiego, veterana guionista y esposa de Ripstein. 
La crítica la ha considerado una de las películas más arriesgadas del longevo director mexicano.
Los papeles principales corren a cargo de Arcelia Ramírez, que interpreta a Julia, papel que corresponde a Medea en la obra griega; y Patricia Reyes Spíndola, que interpreta a su madrina Adela, un símil del personaje de Circe y que representará la inducción a lo prohibido que experimenta la protagonista.